# Kësterite
La kësterite è un minerale sulfide. 

## Utilizzi
Nella corsa per spingere la tecnologia solare oltre i limiti del silicio e l'instabilità della perovskite, la kesterite è un composto di rame, zinco, stagno e zolfo (CZTS), contro le aspettative iniziali, si è dimostrato un promettente materiale fotovoltaico. Nel 2p25 I ricercatori hanno raggiunto un'efficienza del 13.2%, battendo il precedente record dell'11.4%, grazie alla passivazione dell'idrogeno, una tecnica di fabbricazione che neutralizza i difetti microscopici che di solito affliggono le celle CZTS.
I vantaggi della kesterite sono dovuti alla composizione, essendo realizzata interamente con materiali abbondanti in natura, a basso costo e non tossici, a differenza delle perovskiti, che spesso si basano su composti a base di piombo e soffrono di problemi di instabilità. Al contrario, la CZTS mostra una durata a lungo termine, è sicura per l'ambiente e può essere prodotta su larga scala senza dipendere da elementi di difficile approvvigionamento come le terre rare o minerali presenti in zone di conflitto.
Nel 2024 un pannello di kesterite accoppiato a un strato tampone di ossido di tungsteno (WO₃) e un campo superficiale posteriore (BSF) di CZTSe ha raggiunto un'efficienza teorica del 29,3%, superando molte tecnologie a base di silicio.